# China Labor Watch
China Labor Watch (CLW) est une ONG basée à New York. Elle a été fondée par  Li Qiang (en) en octobre 2000.
Sa mission est la défense des droits des travailleurs en Chine.
CLW collabore avec les syndicats et les médias pour enquêter sur les conditions de travail dans les usines en Chine, qui produisent des biens pour les plus grandes multinationales.
Le bureau new-yorkais de CLW créé des rapports à partir de ces investigations, informant ainsi la communauté internationale. La diffusion de ces rapports dans les médias soumet les multinationales à une pression, ce qui se traduit parfois par une amélioration des conditions de travail dans les usines.
Les bureaux chinois de CLW, à Shenzhen et dans le Sichuan, sont en relation avec des ouvriers travaillant dans les usines sur lesquelles ils enquêtent.